# 小さいおうち
『小さいおうち』（ちいさいおうち）は、中島京子による日本の小説。『別册文藝春秋』（文藝春秋）にて2008年11月号（第278号）から2010年1月号（第285号）まで連載された。第143回直木三十五賞受賞作。
元女中のタキが、自身の回想録を元に、かつて奉公していた「赤い三角屋根の小さいおうち」に住んでいた平井家のことを顧みながら、ある「密やかな恋愛」について回顧する物語。1930年代から1940年代前半、つまり、昭和初期から次第に戦況が悪化していく中、東京の中流家庭の生活が描かれる。
2014年、監督・山田洋次、主演・松たか子により映画化された。出演した黒木華は第64回ベルリン国際映画祭最優秀女優賞（銀熊賞）を受賞。

## あらすじ
老境を迎えた布宮タキは、大学ノートに回想録を記していた。
昭和5年、山形から上京したタキは、女中として小中家、次いで浅野家に仕える。ほどなく浅野家の主人が事故死し、時子夫人は遺児・恭一とタキを伴って実家に戻った。昭和7年の暮れ、時子が平井と再婚すると、タキも平井家に仕えることとなった。玩具会社の役員である平井は、やがてモダンな赤い屋根の家を建て、タキにも小さな女中部屋が与えられた。タキは平井一家に、なにより時子に誠実に尽くし、女中であることを誇りに思いながら暮らしていた。やがてタキは、同性でありながら時子に憧れを抱くようになった。その生活に動乱の時代の気配はなく、ひたすら穏やかな日々が続いていた。
昭和11年正月、玩具会社の若手デザイナー板倉正治が年始の挨拶に訪れる。いくつかの出来事を経て、板倉と時子は心を通わせていく。タキは今までの奉公先との違いから、平井と時子の間には夫婦関係はなかったと推測していた。板倉には、会社の活動を有利にするための縁談が薦められ、時子がそれを取りまとめることとなった。頑なに縁談を拒む板倉に対し、時子は彼の下宿をたびたび訪問して説得にあたる。しかしタキは、訪問のために外出した際、時子の帯が一旦解かれた後に結び直されていることに気付いてしまい、不倫関係を察する。
昭和16年12月、ついに日米開戦。しかしやがて戦局は悪化し、昭和19年には徴兵検査で丙種だった板倉にも召集令状が届く。板倉のもとに行こうとする時子をタキはなだめ、代わりに板倉を平井邸に呼ぶよう手紙を書かせ、それを預かった。タキは回想録に、板倉が訪問している間、屋外で作業をしていたと記した。
その後、タキは女中を辞して帰郷する。平井夫妻は、空襲で死亡し、恭一の行方は分からなかった。回想録はタキの死去により、絶筆となる。
回想録と未開封の手紙を遺されたタキの大甥・健史は、回想録に登場する人物の消息を追う。板倉は、復員した後、カルト漫画家となるが、時子を思い続け生涯独身を貫いた。板倉の作品の一つに赤い屋根の家をモチーフとしたものがあり、そこには二人の女性が描かれていた。恭一は疎開先の北陸地方でそのまま親族に引き取られて生活を送っていた。健史は恭一の許可を得て手紙を開封するが、それは出征直前の板倉に時子が宛てた手紙だった。
板倉に渡されていなかった「不倫の証拠」を前に、健史はタキの回想録にその日のことが何と記されていたか思い起こす。タキが手紙を渡していなかったことから、その日の記録は虚偽であり、時子に恋をしていたのかと悟る。

## 登場人物
布宮 タキ（ぬのみや タキ）
元女中。女中として培った家事の知恵などをまとめた書籍を出版し、好評を得る。編集者に2作目の執筆を勧められ、自身の回想録を出版できないかと持ちかけ、次第に過去の記憶がよみがえっていく。
尋常小学校卒業後の昭和5年、親類の伝手で山形から東京へ上京し、小中家の女中となる。約1年後、14歳で、小中氏の妻の紹介で彼女の親友である時子の家に奉公に上がり、優美な時子に強い思慕と仕えることに喜びを覚え、平井家に骨を埋めるつもりで奉公に励む。戦争による食糧規制を物ともせず、有能な女中として平井家の食卓を彩る。時子と板倉の不倫関係に感づいてしまい、召集された板倉との最後の逢瀬を手引きしたと回想録に記すが、時子からの板倉宛の手紙を預かったまま渡すことはしなかった。戦況が厳しくなったことに伴い、田舎へ帰郷する。時子を思いつづけたのか生涯独身であった。
平井 時子（ひらい ときこ）
タキが奉公に入った当時、まだ22歳で、14歳だったタキを妹のように可愛がり、訛りの抜けないタキに標準語を教えたり、着物のお下がりを惜しげもなくあげたりした。夫が事故死し、恭一とタキを伴って実家に戻った後、昭和7年の暮れに平井家に嫁いだ。結婚から3年後に、赤い三角屋根の文化住宅が建った。自宅に出入りしていた板倉に淡い恋心を抱き、密かに関係を持つ。おっとりと優雅で、同性から見ても非常に魅力的な女性。
平井 恭一（ひらい きょういち）
時子と前の夫との息子。小学校にあがる前に小児麻痺にかかり、両足が動かなくなり、入学を1年遅らせて治療に専念する。毎日寝る前にタキが医者から習った按摩をしてもらう。成長に従い、足の障害はほとんどなくなる。
平井（ひらい）
時子の2番目の夫。時子より10歳年上。時子と結婚した年に、長年勤めたデパートを辞め、引き抜かれるようにして玩具会社に営業部長職で入った。後に常務へ昇進する。戦争により金属玩具の販売が規制され、新設したばかりの大工場の閉鎖や従業員の削減を余儀なくされ大打撃を受けるが、不撓不屈の精神で社長と共に乗り切り、紙製や木製の乗り物玩具で息を吹き返した。時子と連れ子の恭一との関係は円満であったが、夫妻の間に肉体関係はなかったとタキは推測している。
小中（こなか）
タキが最初に女中として奉公した小説家。タキを「ある種の頭の良さがある」と評し、タキが忘れられない奉公先の一つ。
浅野（あさの）
時子の前夫。不景気の煽りを受け、会社をクビになり、親戚が経営する工場で事務のような日払いの仕事をしていたが、給料を酒に費やし、家にもなかなか帰らなかった。タキが奉公に上がった年に、工場の外階段で足を滑らせて死亡した。
健史（たけし）
タキの大甥（妹の孫、甥の次男）。力仕事などタキにはできない生活のサポートをする。タキのノートを盗み読み、戦中とは思えない平井家の明るい様子が、教科書で習った戦時の情勢と余りにも違うため、タキのノートは嘘ばかりだと断じる。
板倉 正治（いたくら しょうじ）
玩具会社のデザイン部の社員。美大生だった頃、平井家の近所に下宿があり、赤い三角屋根の家を写生していたことがある。時子より6歳年下。視力が悪く、気管支も弱かったため、徴兵検査では丙種合格で徴用はないと思われていたが、戦況の悪化に伴い召集された。復員後、時子を思いつづけ生涯独身を貫いた。
松岡 睦子（まつおか むつこ）
時子の女学校時代の同級生。雑誌『主婦之華』の編集者で、流行に敏感な女性。タキに吉屋信子の文章を紹介して励ます。

## 評価
一貫して中流家庭に仕えた女中の視点の戦中生活が描かれ、戦争を扱った小説や映画やドラマで刷り込まれた、戦時中の軍靴の音が響くようなイメージとは異なり、「戦争が始まって（中略）世の中がぱっと明るくなった」「食べ物は貧相になっていたけれども、（中略）株やなにかが、どんどん上がっていって、それで大儲けした人なども出て、街が少し賑やかになり」などといった、教科書で習うのとは正反対の記述が多々あり、これまでの戦争文学が太ゴシック体なら、本作は柔らかで親しみやすい細明朝体の歴史が生き生きと綴られている、と書評家の豊崎由美は評す。当時のタキにとっては「〈戦争〉といったら、イタリーとかエチオピア（第二次エチオピア戦争）とか、スペイン内戦のこと」であり、誰もが東京でオリンピックが開かれると信じていた昭和10年、タキの回想録を読む健史の口を借りて、（「あのころのウキウキした気分を思い出すと楽しくなる」という記述に対して）「十五年戦争中である昭和十年がそんなにウキウキしているわけがない」「おばあちゃんは間違っている」と非難したり、（「南京陥落の戦勝セールが楽しかった」という記述に対して）「南京じゃあ、大虐殺が起こってたのに」と、いかにも後世の若者が言いそうな感想を言わせることで歴史観の違いを際立たせるのに成功している。二・二六事件についても、岡田首相が女中の機転によって助かったというエピソードの方が誇らしげに語られる。「贅沢は敵だ」がスローガンだった時代に、抑圧される暗い日々ではなく、そういう状況にありながらも、時子のために暮らしに彩りを添えようとしたタキの姿は、当時の市井の生きた女たちの姿を想起させる。教科書などで語られる史実は、しょせん誰かの解釈であって、バラバラすぎて描きにくく、簡単にまとめることのできない〈その時代に生きていたひとの感情・事柄〉がタキの回想録から自在に溢れてくる。また、ライターのアライユキコは、平井家でタキのために用意された「たった二畳の板間」という空間から愛情と身びいきで凝視された小さな昭和史、その感覚で描き切っているところが素晴らしいと絶賛する。また、人が自分史を語る時にやってしまいがちな、都合の悪いことや思い出すのもつらいことの隠蔽や捏造が最終章で明らかになることで、物語の奥行きが増している。
直木賞の選評では、丹念な取材と精密な考証によって時代の空気を描き切った著者の作家としての資質の評価、及び次作への期待の高まりが感じられる点（浅田次郎）、全体の完成度は高く、受賞作とするのに大きな異議はない（北方謙三）など概ね高評価だが、この設定ならもっといろいろなことができるのにもったいない（宮部みゆき）、昭和モダンの家庭的な雰囲気はある程度書けてはいるが、肝心のノートに秘められていた恋愛事件がこの程度では軽すぎる（渡辺淳一）といった評が成された。

## 映画
2014年1月25日公開。監督は本作が通算82作目となる山田洋次で、直木賞受賞作の映画化、およびラブストーリーへの挑戦は初めてである。第64回ベルリン国際映画祭のコンペティション部門に選出され、黒木華が最優秀女優賞（銀熊賞）を受賞した。
2015年3月1日に、テレビ朝日系列『日曜洋画劇場』の特別企画として、地上波初放送された（文字多重放送 / データ放送）。

### ストーリー
大学生の健史の大叔母であったタキが亡くなる。遺品の中には赤い屋根の家の絵があったが、健史の父の一言で処分される。そのうち、健史宛ての品が見つかる。開けてみるとタキが健史にうながされて大学ノートに書き記していた自叙伝があった。健史はそんなに明るい時代じゃなかったんじゃないの、というが、タキには未来に満ちた時代に思えたのだった。恋愛の話も書いてよ、という健史に対し、タキはそんなのはなかったと言い生涯独身を貫いた。
昭和11年、タキは山形から上京し小説家の女中となるが、その後、小説家の妻からの紹介でおもちゃ会社の常務をしている平井家へ奉公に上がる。平井家は東京郊外にあり、前年に建てられたばかりの少しモダンな赤い瓦屋根の小さいおうちだった。平井とその妻・時子、かわいらしいが小児まひになった息子・恭一らとの穏やかな暮らしが続く。時子は美人でやさしく、『風と共に去りぬ』を愛読する聡明な女性であった。
だが、おもちゃ会社に新しく入った芸大卒の青年・板倉の出現で状況は一変する。板倉は平井家にストコフスキーのレコードを見つけ、彼が出演したディアナ・ダービン主演映画『オーケストラの少女』の話で時子と意気投合する。演奏会でも出会い、板倉は帰りに近藤書店で買った『タンクタンクロー』を恭一の土産にと手渡す。
そして台風が来た時、雅樹が出張先から戻れないことを報せに駆けつけた際には、2階の雨戸を固定した後で一晩泊まることになった。その夜、時子と板倉は接吻してしまう。
そんな中、タキに縁談の話が来る。しかし相手は53歳の老人という、あまりにも年が離れていることもあり、タキは嫌がり、破談となった。
おもちゃ会社の存続のために板倉を打算で結婚させようとする平井は、時子に板倉の説得をするように言う。板倉の下宿に通ううちに時子の気持ちが揺れ、恋愛へと発展し、タキはその狭間で悩んでしまう。
丙種合格で徴兵されなかった板倉も、戦況悪化とともに徴兵されることになり、平井家に別れの挨拶に来るがそそくさと帰る。翌日、餞別を贈りに行こうとする時子をタキが説得して手紙を書かせる。その手紙を託されたタキはある決断をする。その日、板倉は現れなかった。
戦局とともにタキは田舎に帰るが、後に東京大空襲で平井と時子が防空壕で抱き合って焼死したことを知る。その後をタキが語ることはなく、みんなどうなったかは健史には分からずじまいだった。「私、長く生きすぎたの」と述懐することもある。
タキの死後、遺品の中から封がされたままの手紙が出てくる。大学を卒業した健史は書店で恋人から絵本『ちいさなおうち』をプレゼントされ、店内に貼られた「イタクラ　ショージ」の展覧会のポスターを目にする。調べてみると板倉が戦争を生き延び、画家になったことを知る。イタクラの記念館には赤い屋根の家が描かれた作品があった。板倉は独身を貫いたようだった。3年前に平井家の息子と連絡をとったことがあると学芸員に聞かされた健史は、恋人のユキと共に彼の住む石川県に向かう。
既に盲目となり、歩けなくなった恭一は手紙を開封して読んでもらう。「今日のお昼過ぎ一時ごろにお訪ねくださいませ。どうしてもどうしてもお会いしたく思います。必ずお訪ねくださいませ」と書いてあった。それを聞いた恭一は「この歳になって母親の不倫の証拠を見るとは」と嘆いた。海岸を3人で散歩する中、恭一が海が好きだ、昔よく板倉とタキに江ノ島に連れて行ってもらった、二人はお似合いだったよ、とポツリ。みなでタキのその時の気持ちを噛み締めるのであった。

### キャスト
- 平井時子 - 松たか子
- 布宮タキ - 黒木華（若年期）、倍賞千恵子（晩年期）
- 平井雅樹 - 片岡孝太郎
- 板倉正治 - 吉岡秀隆
- 荒井健史 - 妻夫木聡
- 小中先生 - 橋爪功
- 小中夫人 - 吉行和子
- 貞子 - 室井滋
- 松岡睦子 - 中嶋朋子
- 柳社長 - ラサール石井
- カネ - あき竹城
- 花輪和夫 - 笹野高史
- 花輪の叔母 - 松金よね子
- 平井恭一 - 秋山聡（幼年期）、市川福太郎（少年期）、米倉斉加年（晩年期）
- 酒屋のおやじ - 螢雪次朗
- 治療師 - 林家正蔵
- 荒井軍治 - 小林稔侍
- 荒井康子 - 夏川結衣
- ユキ - 木村文乃

### 製作
2012年11月に、映画監督の山田洋次が本作を映画化することを発表した。山田は本作に惚れ込み、著者に映画化を熱望する手紙を書いたという。
映画版では、布宮タキが亡くなり、遺品整理をしていた親類の青年が、彼女が書きためていたノートを託されるところから始まり、現代の平成パートと昭和の回想パートとが描かれる。昭和パートで平井時子を演じる松たか子は、山田洋次とは『隠し剣 鬼の爪』（2004年）以来、9年ぶりのタッグとなる。布宮タキの晩年を演じる倍賞千恵子は、『母べえ』（2007年）以来となる山田作品への参加となる。また、昭和期のタキを演じる黒木華は、「クラシックな顔立ち」が決め手となり起用された。撮影は、2013年3月1日から同年5月末まで行われた。音楽は、『東京家族』（2013年）に引き続き、久石譲が担当した。

#### スタッフ
- 監督 - 山田洋次
- 原作 - 中島京子
- 脚本 - 平松恵美子、山田洋次
- 音楽 - 久石譲
- 撮影 - 近森眞史
- 美術 - 出川三男、須江大輔
- 照明 - 渡邊孝一
- 編集 - 石井巌
- 録音 - 岸田和美
- 記録 - 鈴木敏夫
- 助監督 - 花輪金一、佐々江智明、濱田雄一郎、豊福昌仁、平松恵美子、末吉利奈
- 製作担当 - 相場貴和
- ラインプロデューサー - 岩田均、斉藤朋彦
- 音響効果 - 帆苅幸雄
- 特殊メイク - メイクアップディメンションズ
- 絵画監修 - 藪野健
- VFX - IMAGICA
- プレビズ協力 - ピクチャーエレメント
- 特撮 - 特撮研究所
  - 特撮スーパーバイザー - 佛田洋
- 現像 - 東京現像所
- スタジオ - 東宝スタジオ
- 光学録音 - 東京テレビセンター
- MA - 松竹サウンドスタジオ
- プロデューサー - 深澤宏、斎藤寛之
- 製作者 - 大角正
- 製作プロダクション - 松竹撮影所東京スタジオ
- 配給 - 松竹
- 製作 - 松竹、住友商事、テレビ朝日、博報堂DYメディアパートナーズ、衛星劇場、日販、ぴあ、読売新聞社、TOKYO FM、博報堂、GYAO、朝日放送、メ〜テレ、北海道テレビ、北陸朝日放送

### 封切り
日本では全国315スクリーンで公開され、公開初週土日2日間の成績は動員11万2,823人、興収1億2,281万1,700円となり、全国映画動員ランキング（興行通信社調べ）で初登場3位となった。公開3週目時点で9位となり、累計動員57万9,549人、累計興収6億857万2,500円。配給の松竹発表によれば、黒木華が銀熊賞を受賞して以降の2月16日の動員は前週を1割上回る成績となり、5週目の2月22日・23日の土日2日間は前週比166パーセントの興収により10位から7位にランクアップして累計動員87万385人、累計興収9億1,538万9,200円を記録している。6週目の3月1日・2日で累計動員99万5,571人、累計興収10億4,601万3,400円を記録し、興収10億円を突破した。

### 受賞歴
- 第64回ベルリン国際映画祭
  - 最優秀女優賞（銀熊賞）（黒木華）
- 第38回日本アカデミー賞[22]
  - 最優秀助演女優賞（黒木華）
  - 優秀作品賞
  - 優秀脚本賞（山田洋次/平松恵美子）
  - 優秀音楽賞（久石譲）
  - 優秀撮影賞（近森眞史）
  - 優秀照明賞（渡邊孝一）
  - 優秀美術賞（出川三男/須江大輔）
  - 優秀録音賞（岸田和美）
  - 優秀編集賞（石井巌）
  - 優秀編集賞（佐藤崇）
- 第88回キネマ旬報ベスト・テン
  - 日本映画ベストテン 第6位
  - 読者選出日本映画ベストテン 第3位
- 第10回おおさかシネマフェスティバル[23]
  - 2014年度ベストテン 第6位（日本映画の部）

### テレビ放送
| 回数 | テレビ局   | 番組名（放送枠名） | 放送日       | 放送時間      | 放送分数 | 視聴率 |
| ---- | ---------- | ------------------ | ------------ | ------------- | -------- | ------ |
| 1    | テレビ朝日 | 日曜洋画劇場       | 2015年3月1日 | 21:00 - 23:39 | 159分    | 12.2%  |

- 視聴率はビデオリサーチ調べ、関東地区・世帯・リアルタイム。